# Klimatinvesteringsprogram
Klimatinvesteringsprogram, KLIMP, var ett statligt bidrag som var möjligt att söka under åren 2003 till 2008. Syftet var att kommunerna i Sverige skulle engageras sig i klimatfrågan och söka stöd till ett lokalt klimatinvestingsprogram som kunde innehålla flera åtgärder som minskade utsläppen av växthusgaser. Programmen skulle genomföras under fyra år. Klimatinvesteringsprogrammen avslutades 2012 då de sista programmen var genomförda och slutredovisade till Naturvårdsverket. 
1. www.naturvardsverket.se/klimp